# Dänische Amateur-Badmintonmeisterschaft
Dänische Amateur-Badmintonmeisterschaften fanden von der Saison 1979/1980 bis zur Saison 1986/1987 statt. Dieser Zeitraum umfasst die Jahre, in denen sich verstärkt professionelle Strukturen im Badminton herausbildeten, jedoch noch große Unklarheiten über den Erhalt des Amateurstatus herrschten, auch im Hinblick auf die erstmalige Beteiligung des Badmintonsports an den Olympischen Spielen.

## Die Titelträger
| Saison    | Herreneinzel                         | Dameneinzel                        | Herrendoppel                                                         | Damendoppel                                                 | Mixed                                                       |
| --------- | ------------------------------------ | ---------------------------------- | -------------------------------------------------------------------- | ----------------------------------------------------------- | ----------------------------------------------------------- |
| 1979/1980 | Jesper Helledie (Hvidovre BC)        | Agnethe Juul (Højbjerg BK)         | Jesper Helledie Jan Hammergaard Hansen (Hvidovre BC)                 | Lonny Bostofte (Skovshoved IF) Inge Borgstrøm (Ringsted)    | Jesper Helledie (Hvidovre BC) Inge Borgstrøm (Ringsted)     |
| 1980/1981 | Gert Helsholt (Søllerød-Nærum IK)    | Rikke von Sørensen (Københavns BK) | Jan Hammergaard Hansen (Hvidovre BC) Kenneth Larsen (Triton Aalborg) | Dorte Kjær (Greve Strands BK) Nettie Nielsen (Hvidovre BC)  | Jan Hammergaard Hansen Helle Guldborg (Hvidovre BC)         |
| 1981/1982 | Jens Peter Nierhoff (Triton Aalborg) | Kirsten Larsen (Gentofte BK)       | Jens Peter Nierhoff (Triton Aalborg) Jesper Helledie (Hvidovre BC)   | Annette Bernth Lise Kissmeyer (Hvidovre BC)                 | Steen Fladberg Pia Nielsen (Køge BK)                        |
| 1982/1983 | Morten Svarrer (Greve Strands BK)    | Kirsten Larsen (Gentofte BK)       | Jens Peter Nierhoff (Gentofte BK) Jesper Helledie (Hvidovre BC)      | Nettie Nielsen (Hvidovre BC) Dorte Kjær (Greve Strands BK)  | Steen Skovgaard Anne Skovgaard (Gentofte BK)                |
| 1983/1984 | Ib Frederiksen (Højbjerg BK)         | Agnethe Juul (Højbjerg BK)         | Michael Kjeldsen (Gentofte BK) Mark Christiansen (Triton Aalborg)    | Liselotte Gøttsche (Herning) Grete Mogensen (Esbjerg)       | Mark Christiansen (Triton Aalborg) Hanne Adsbøl (Lyngby BK) |
| 1984/1985 | Poul-Erik Høyer Larsen (Helsinge)    | Charlotte Hattens (Gentofte BK)    | Torben Carlsen Mark Christiansen (Triton Aalborg)                    | Liselotte Gøttsche (Herning) Grete Mogensen (Esbjerg)       | Ib Frederiksen Gitte Paulsen (Triton Aalborg)               |
| 1985/1986 | Poul-Erik Høyer Larsen (Gentofte BK) | Charlotte Hattens (Gentofte BK)    | Nils Skeby (Triton Aalborg) Jan Hammergaard Hansen (Hvidovre BC)     | Lotte Olsen (Greve Strands BK) Nettie Nielsen (Hvidovre BC) | Peter Buch (Lillerød) Hanne Adsbøl (Gentofte BK)            |
| 1986/1987 | Claus Thomsen (Gentofte BK)          | Pernille Nedergaard (Gentofte BK)  | Max Gandrup Thomas Lund (Herning BK)                                 | Grete Mogensen (Højbjerg BK) Gitte Paulsen (Triton Aalborg) | Jan Paulsen Gitte Paulsen (Triton Aalborg)                  |